# Yang Hyun-jun
Yang Hyun-jun (en coréen : 양현준), né le 25 mai 2002 à Pusan en Corée du Sud, est un footballeur sud-coréen évoluant au poste d'ailier droit au Celtic FC.

## Biographie

### En club
Né à Pusan en Corée du Sud, Yang Hyun-jun commence sa carrière professionnelle au Gangwon FC. Il joue son premier match en professionnel le 23 mai 2021, lors d'une rencontre de K League 1, face au FC Séoul. Il est titularisé au poste d'ailier gauche, et les deux équipes se neutralisent (0-0).
Le 10 avril 2022, Yang inscrit son premier but en professionnel lors d'une rencontre de championnat face au Pohang Steelers. Cette réalisation permet à son équipe d'obtenir le point du match nul alors qu'elle était menée (1-1 score final). Le 16 juillet 2022, il réalise le premier doublé de sa carrière, face au Suwon FC. Il délivre également une passe décisive ce jour-là, et permet à son équipe de s'imposer (2-4). Il est alors l'une des révélations du championnat sud-coréen lors de cette saison 2022, impressionnant par sa technique, sa vitesse et son sens du but, ce qui lui vaut d'attirer l'attention du sélectionneur de la Corée du Sud, Paulo Bento.
Le 24 juillet 2023, Yang Hyun-jun rejoint l'Écosse afin de s'engager en faveur du Celtic FC. Il signe un contrat de cinq ans, soit jusqu'en juin 2028. Il arrive en même temps que son compatriote Kwon Hyeok-kyu.

### En sélection
En septembre 2022, Yang Hyun-jun est convoqué pour la première fois avec l'équipe nationale de Corée du Sud,. Il honore toutefois sa première sélection un an plus tard, le 7 septembre 2023 contre le Pays de Galles. Il entre en jeu et les deux équipes se neutralisent (0-0 score final).

## Palmarès

### En club
- Celtic FC
  - Champion d'Écosse en 2024 et 2025
  - Finaliste de la Coupe d'Écosse en 2025
  - Vainqueur de la Coupe de la ligue en 2024